# Plagodis porphyrea
Plagodis porphyrea är en fjärilsart som beskrevs av Eugen Wehrli 1937. Plagodis porphyrea ingår i släktet Plagodis och familjen mätare. Inga underarter finns listade i Catalogue of Life.